# Campylocheta siphonion
Campylocheta siphonion är en tvåvingeart som beskrevs av Dear och Crosskey 1982. Campylocheta siphonion ingår i släktet Campylocheta och familjen parasitflugor.
Artens utbredningsområde är Filippinerna. Inga underarter finns listade i Catalogue of Life.